# 泰國國際航空
泰國國際航空（SET：THAI （页面存档备份，存于）），中文簡稱泰航，是泰國的國家航空公司，總部設在曼谷，主要樞紐為。泰航的收入來源包括客運、貨運、郵件、代理其他航空公司在曼谷機場之地勤業務及機上免稅商品販售等。
泰國國際航空於2012年創立了其全資擁有、營運泰國國內城市至亞洲地區航線的泰國微笑航空，泰航及其子公司從泰國飛往全球37個國家超過100個目的地，航點遍及亞洲、歐洲和大洋洲。泰航亦是星空聯盟的創始成員之一。

## 歷史

### 早期發展

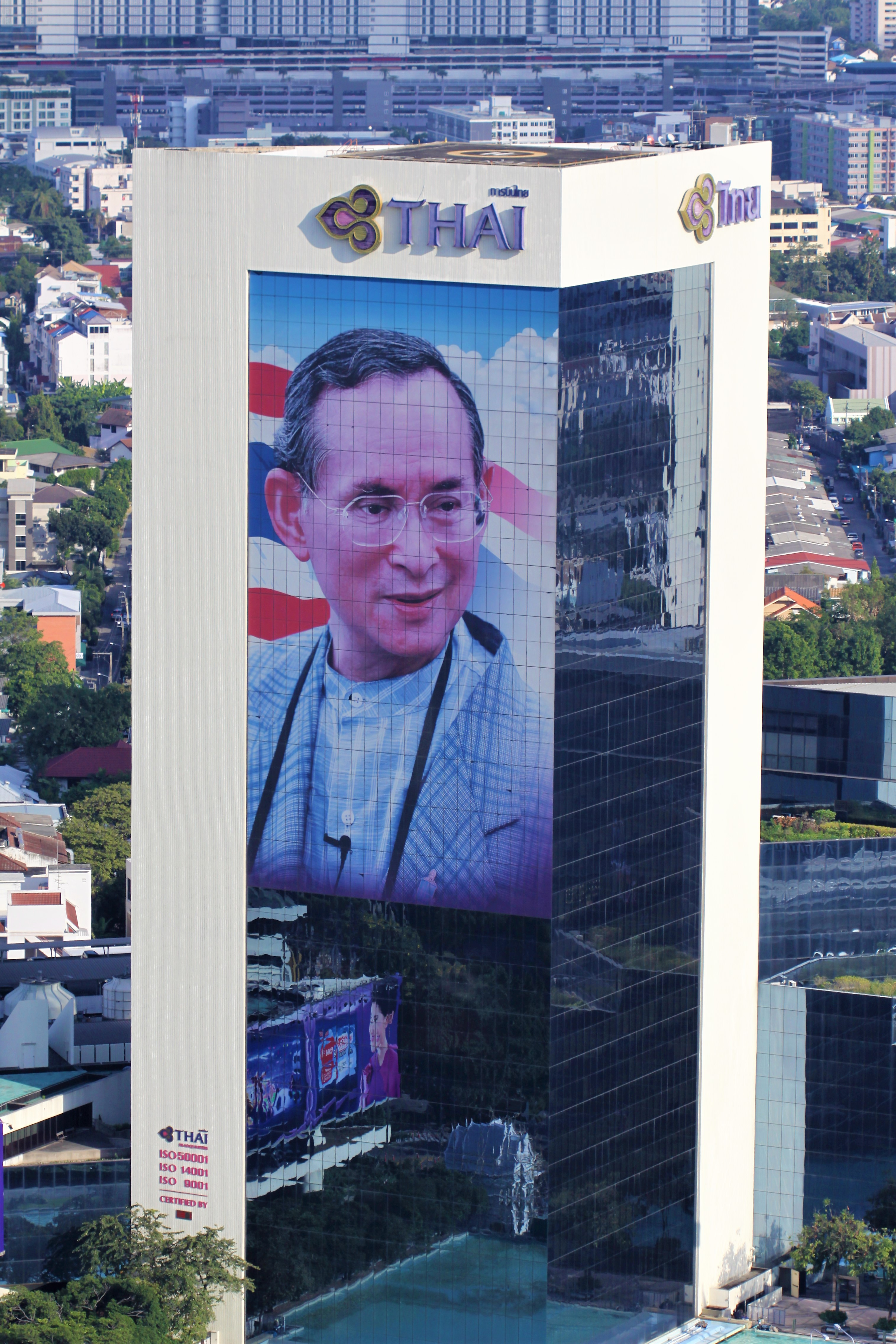
泰國國際航空總部

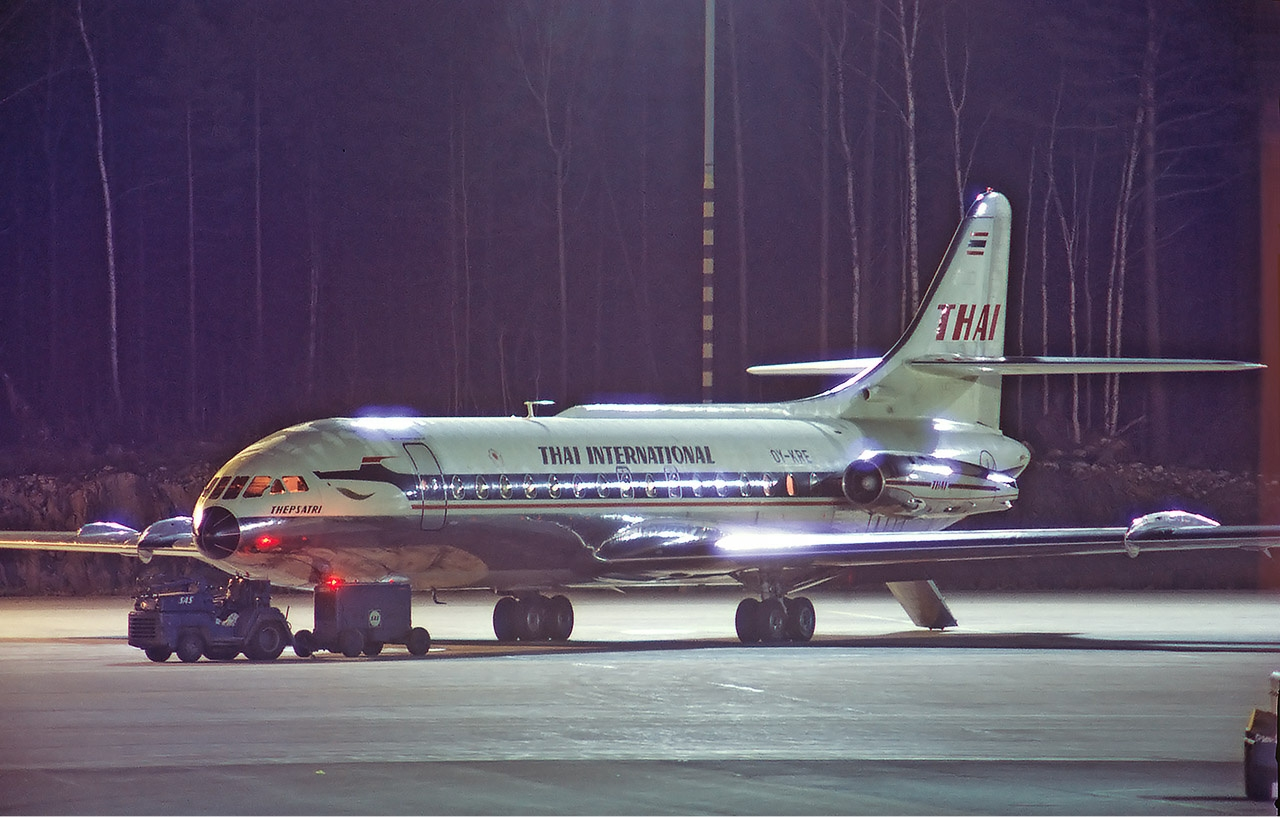
來自北歐航空的泰航卡拉維爾客機（攝於1970年）

泰國國際航空（Thai International）於1960年成立，當時與經營泰國國內線的泰國航空（Thai Airways Company）及北歐航空合股經營，北歐航空以200萬泰銖佔有30%的股權。是次合作的目的是爲了將泰國航空的航線擴展至國外。早期，北歐航空為泰航提供營運、管理、市場經營和訓練等方面的協助，亦將其部份客機租予泰航，使泰航能在短時間內實現獨立運作。也因此，泰航的第一代塗裝源於北歐航空使用的維京長船塗裝。

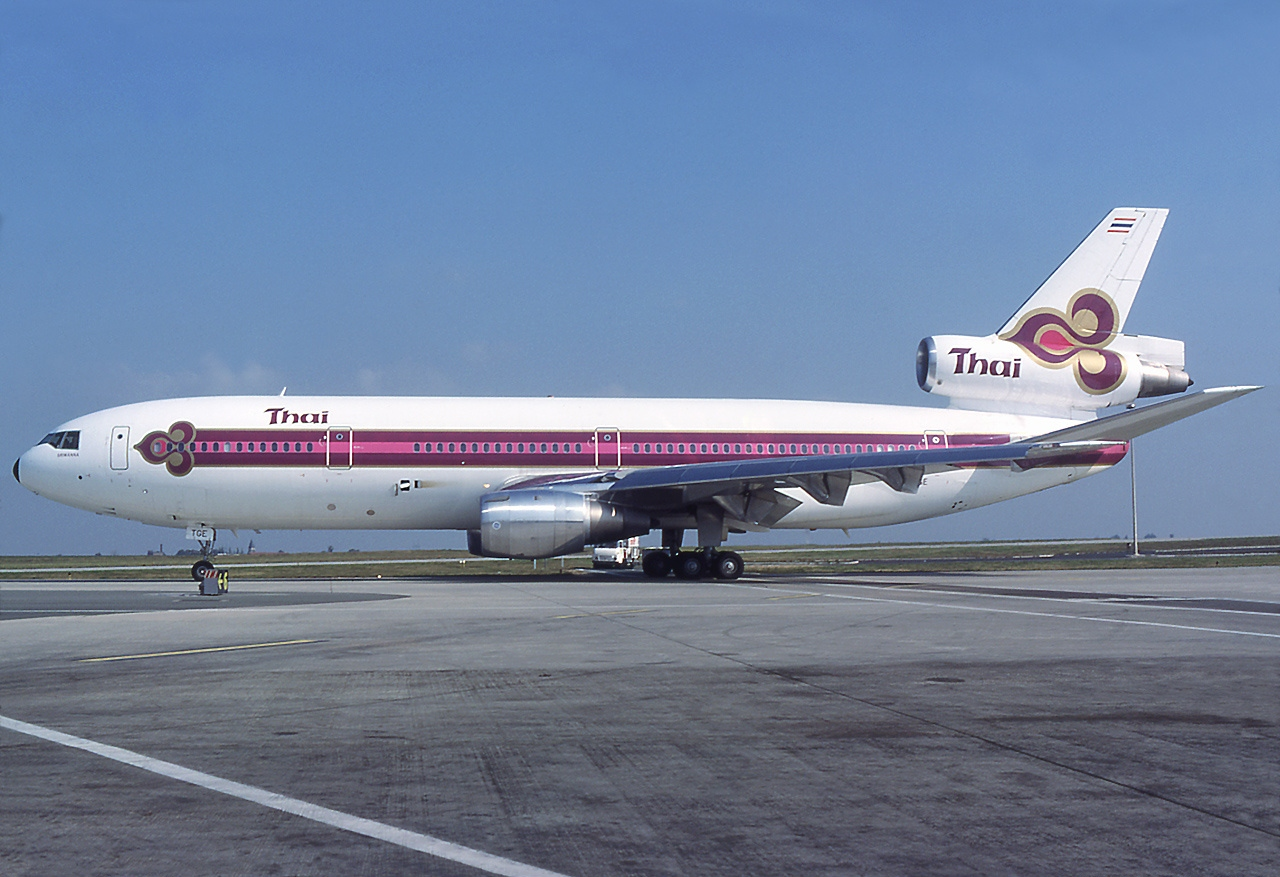
泰航於1970年代末引進麥道DC-10

1960年5月1日，泰國國際航空正式開始運作，並開辦首航曼谷到香港, 而當時的航線局限於亞洲。1966年，泰航成為亞洲第一家全線採用噴射客機的航空公司。1971年，泰航開通飛往澳洲悉尼的第一班洲際航線，次年開通歐洲航線。1970年代末，泰航引進麥道DC-10，並於1979年引進其首架波音747-200，翌年開辦從曼谷飛往洛杉磯的航線。1981年，泰航開通飛往廣州的航線，首次飛往中國大陸。
1977年，泰國政府買下北歐航空佔有的股權，使泰航成為泰國政府全資擁有的國有企業。

### 合併·入盟
1988年，泰國國際航空（Thai International）與泰國航空（Thai Airways Company）合併，成為現時的泰國國際航空。1991年6月25日，泰航在泰國證券交易所上市。1993年，泰航推出其飛行常客獎勵計劃「皇家風蘭常旅客計劃」。
1997年5月14日，泰航與北歐航空、漢莎航空、加拿大航空、聯合航空共同組建星空聯盟。

### 21世紀

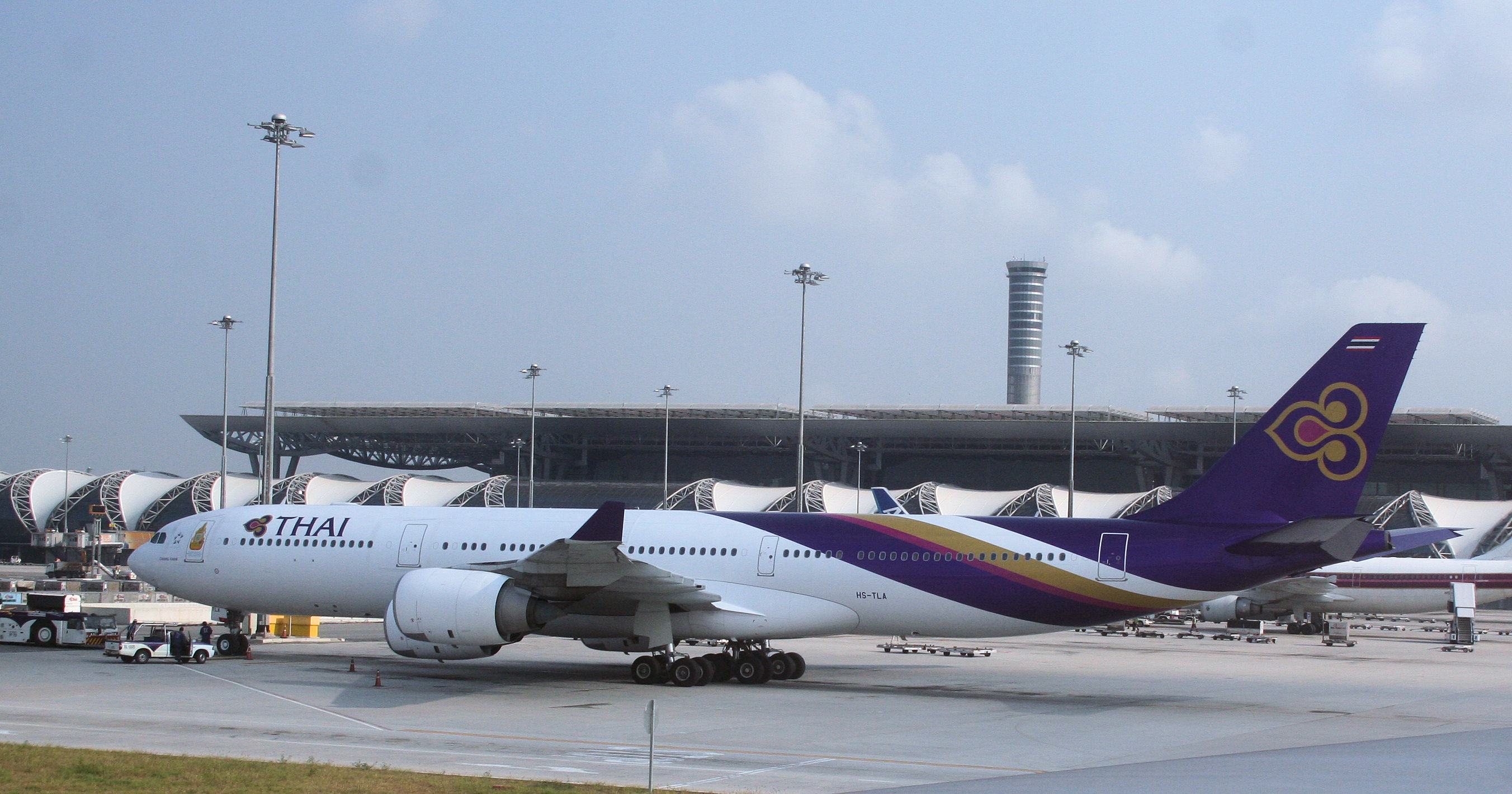
泰航於2005年引進空中巴士A340-500

2000年代初期，泰航進一步拓展航線網絡，開辦往成都、廈門、釜山、欽奈、海德拉巴、伊斯蘭堡、米蘭、莫斯科、奧斯陸和約翰內斯堡的航線。
2004年，泰航參與投資成立皇雀航空，後者在泰國國內線的服務上為泰航做出一定補充。2005年，泰航啟用新版塗裝，次年將樞紐遷移至新建的蘇凡納布機場。
自2005年引入空中巴士A340-500後，泰航便於同年5月1日推出不停站往來曼谷至美國紐約甘迺迪國際機場的TG790/791航班，使用該款客機飛行，全程需17小時，號稱東南亞不停站直達美國東岸的航班，成為泰航的「線王」，但該航線於2008年7月停辦。同年12月2日起再推出不停站往來曼谷至美國洛杉磯的航班TG794/795，同樣由A340-500飛行。
2000年代，泰航也將樞紐擴展到曼谷以外，開通了布吉飛往東京成田、首爾仁川及香港的航線。
2011年5月，泰航成立另一子公司泰國微笑航空，並於2012年7月7日起開始營運，全線使用空中巴士A320客機。

## 航點及代碼共享

### 代碼共享
泰國國際航空與以下航空公司實行代碼共享：
星空聯盟成員
- 加拿大航空
- 中國國際航空
- 印度航空
- 新西蘭航空
- 全日空
- 韓亞航空
- 奧地利航空
- 布魯塞爾航空
- 埃及航空
- 長榮航空
- 漢莎航空
- 瑞士國際航空
- 深圳航空
- 新加坡航空
- TAP葡萄牙航空
- 土耳其航空
- 聯合航空
- 泰國微笑航空（優連夥伴）（子公司）

其他航空公司
- 澳門航空
- 曼谷航空
- 以色列航空
- 阿聯酋航空
- 嘉魯達印尼航空（天合聯盟）
- 海灣航空
- 日本航空（寰宇一家）
- 老撾航空
- 馬來西亞航空（寰宇一家）
- 阿曼航空
- 巴基斯坦國際航空
- 汶萊皇家航空
- 北歐航空（天合聯盟）

## 機隊

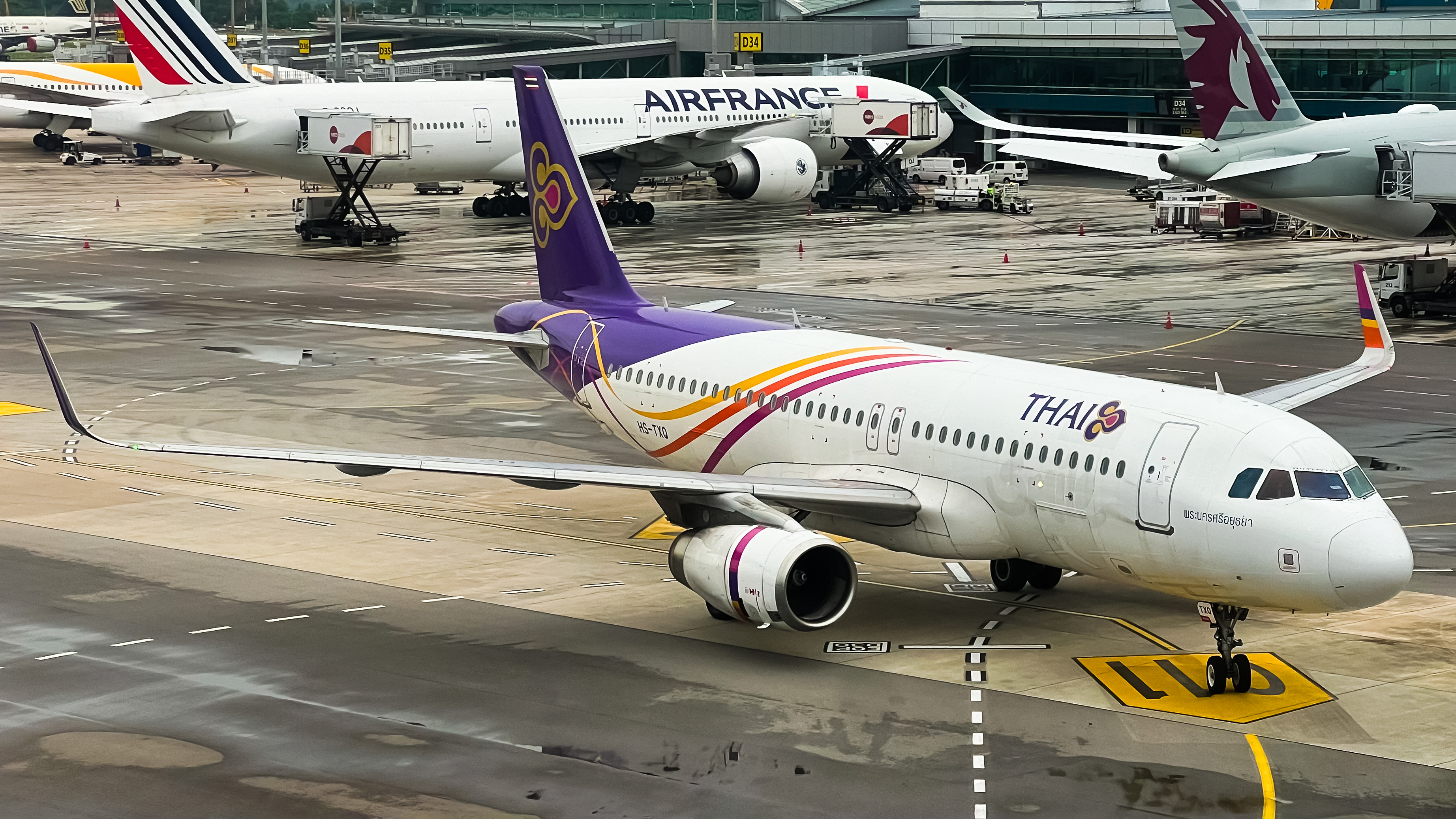
空中巴士A320-200

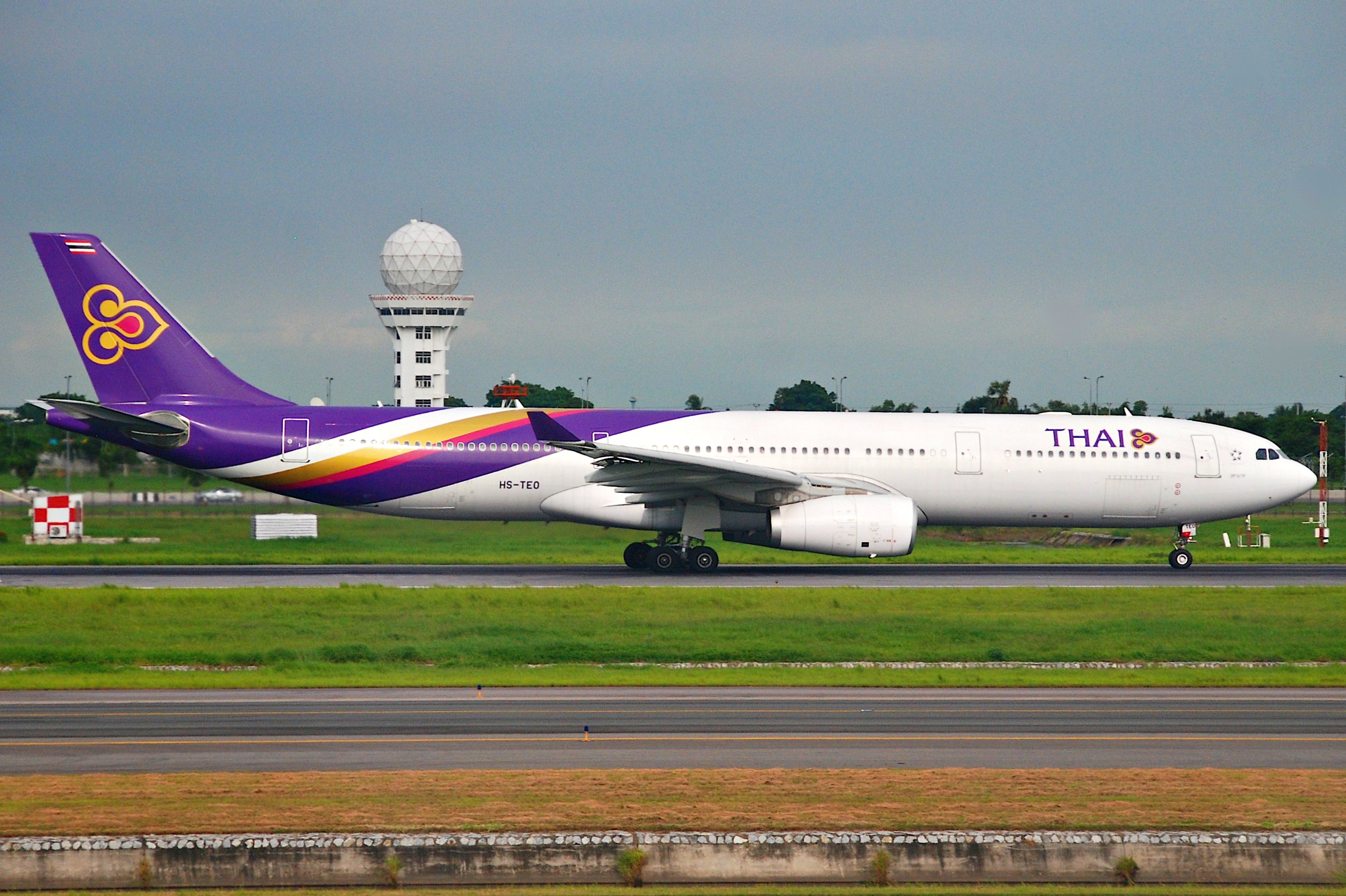
空中巴士A330-300

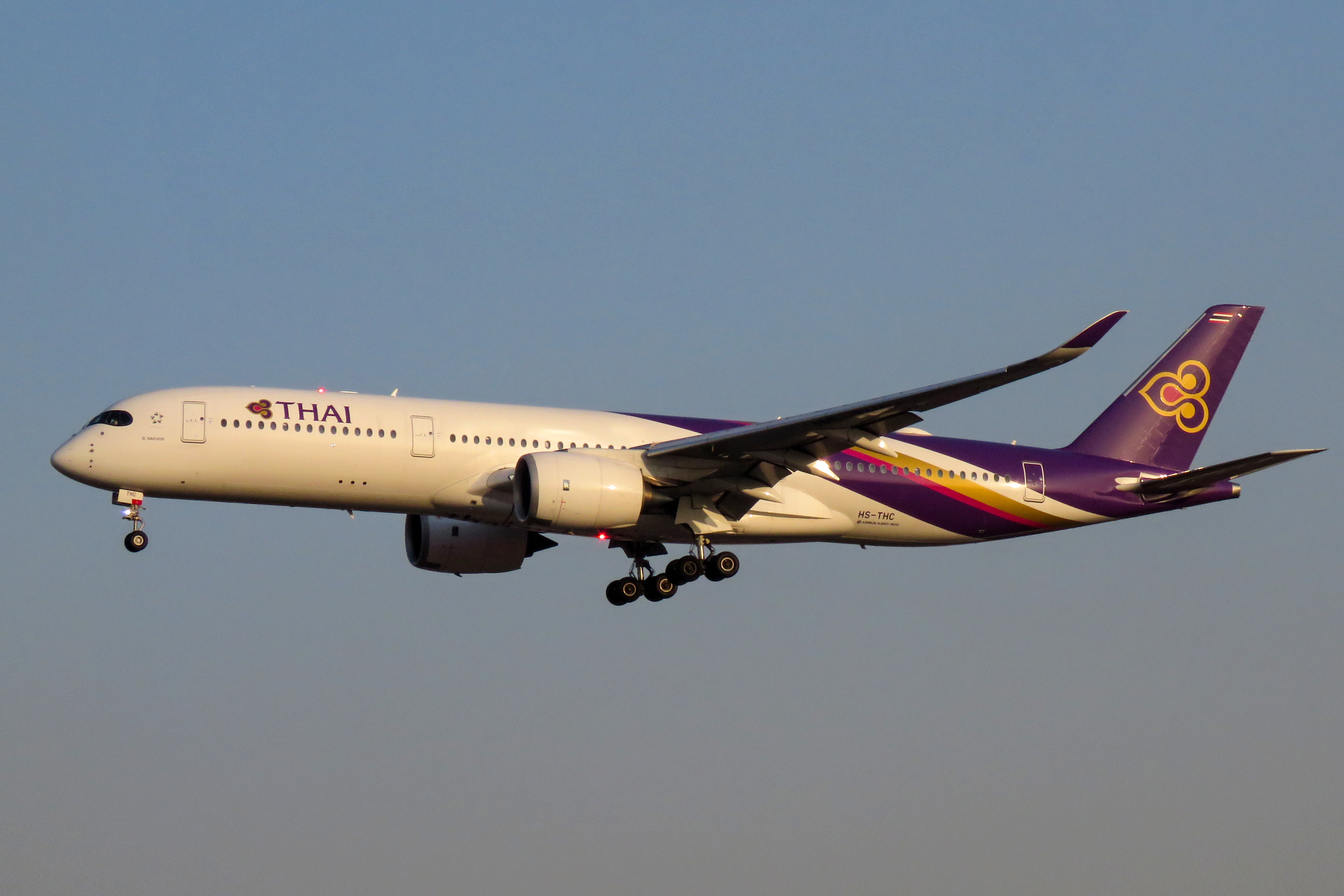
空中巴士A350-900

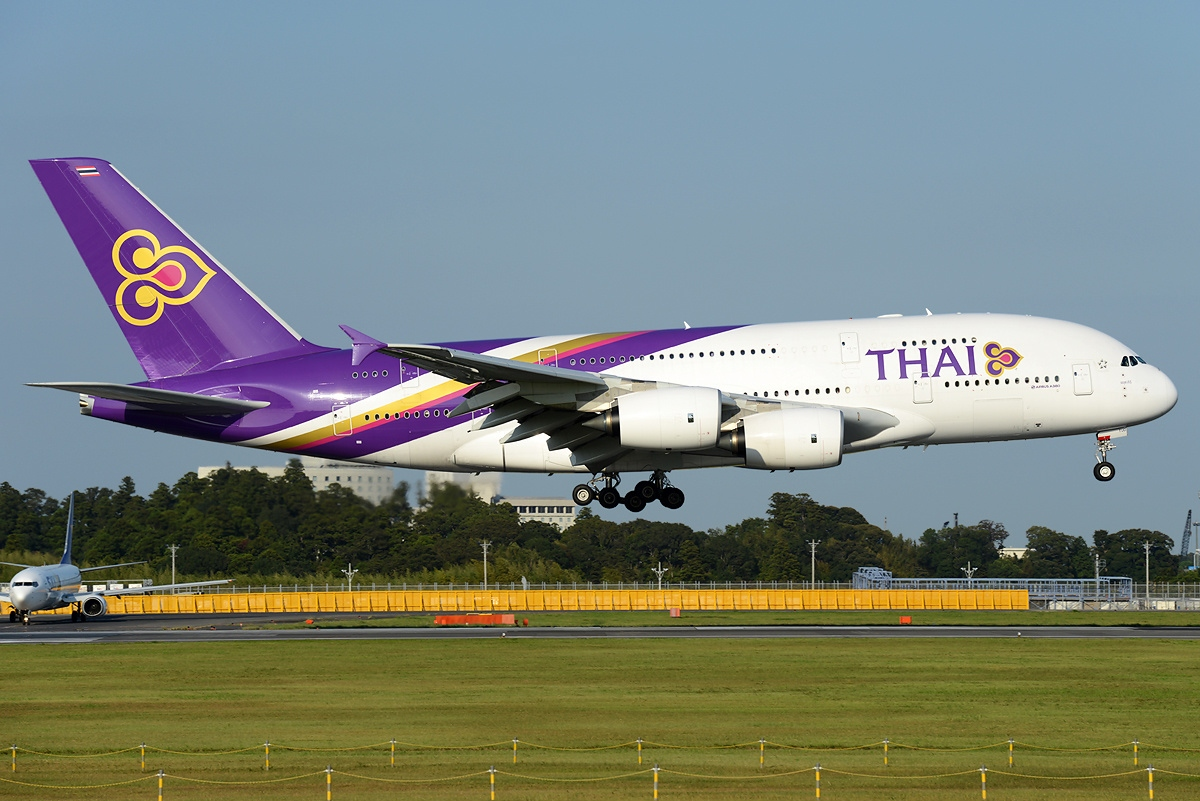
空中巴士A380 (已退役)

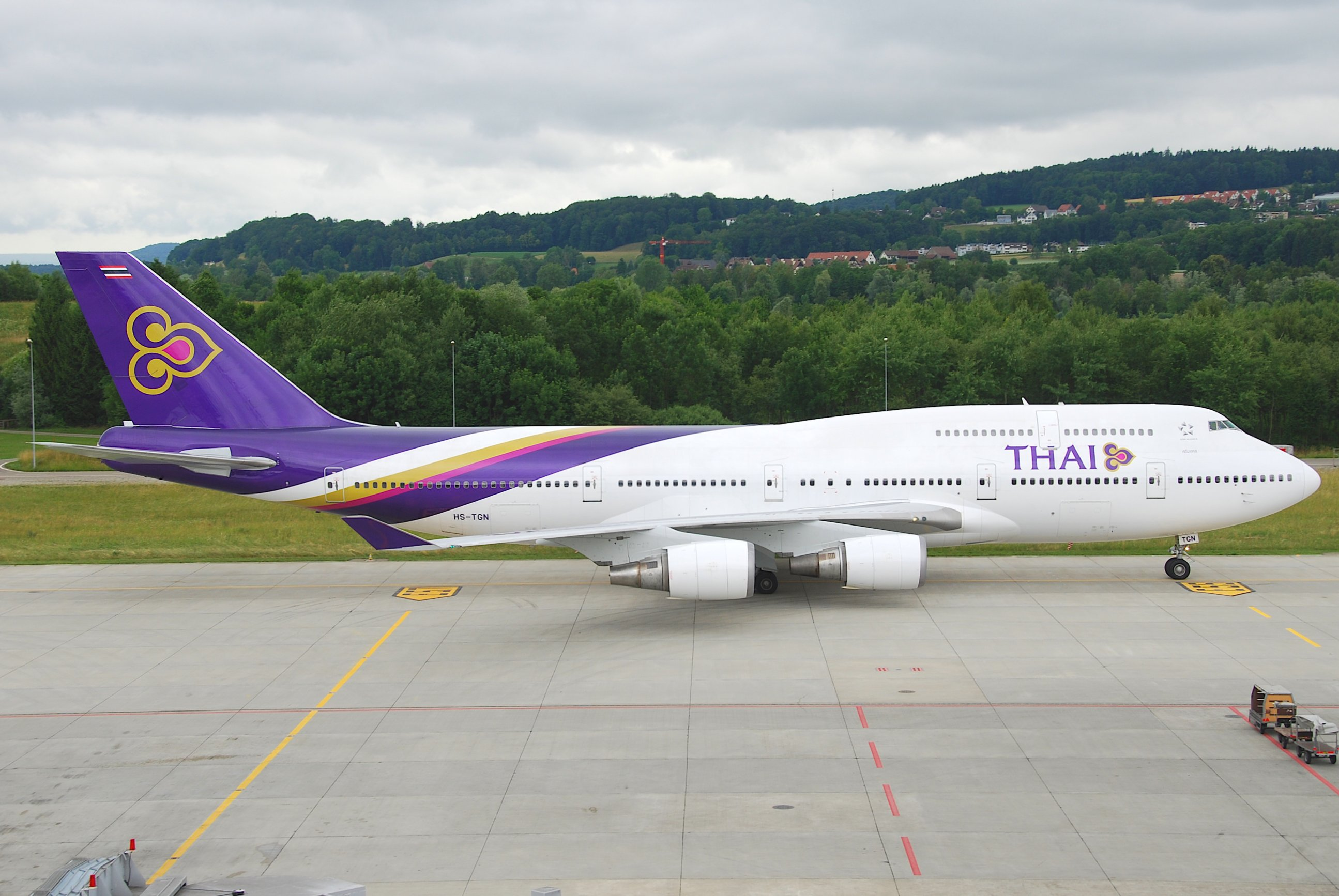
波音747-400 (已退役)

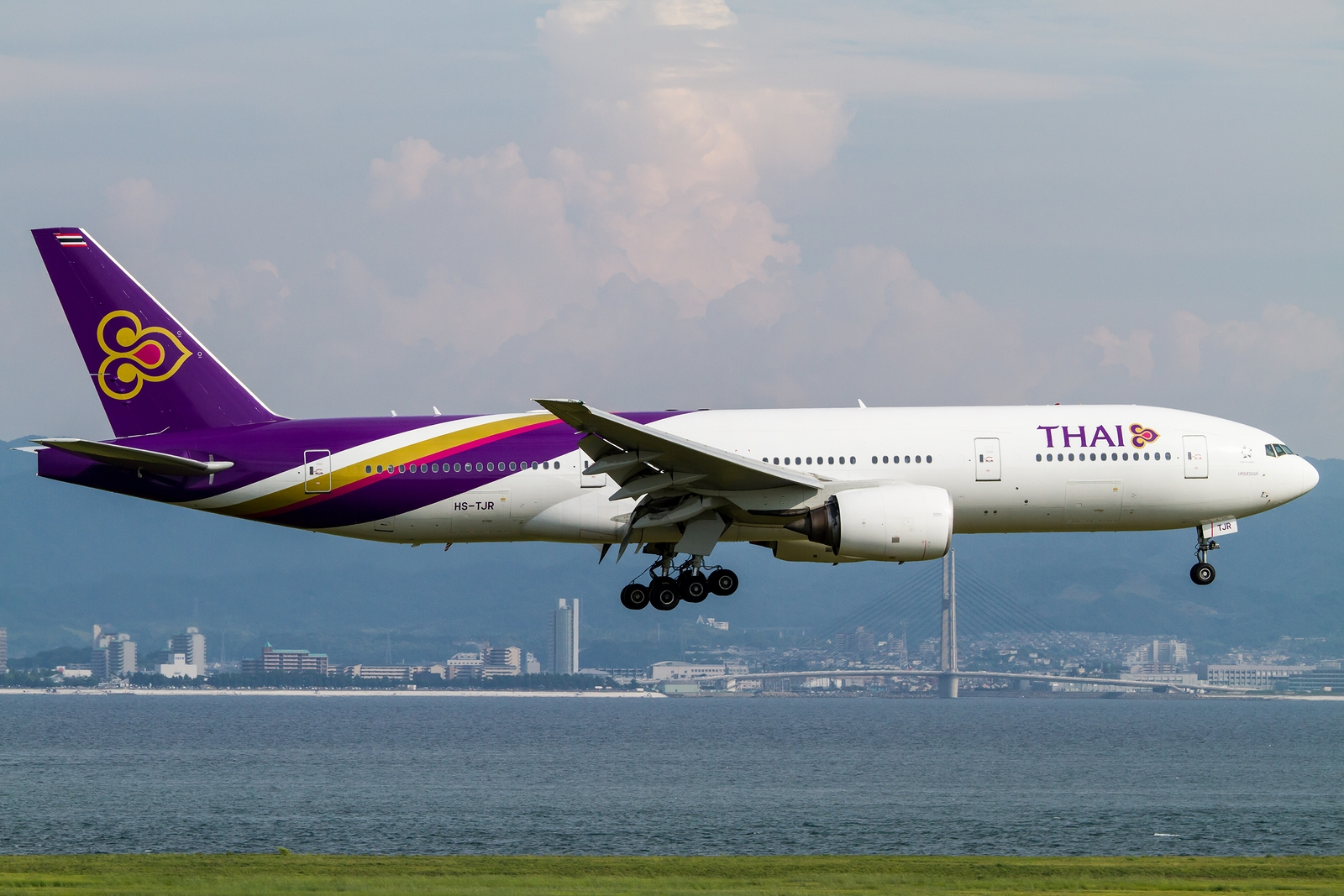
波音777-200ER

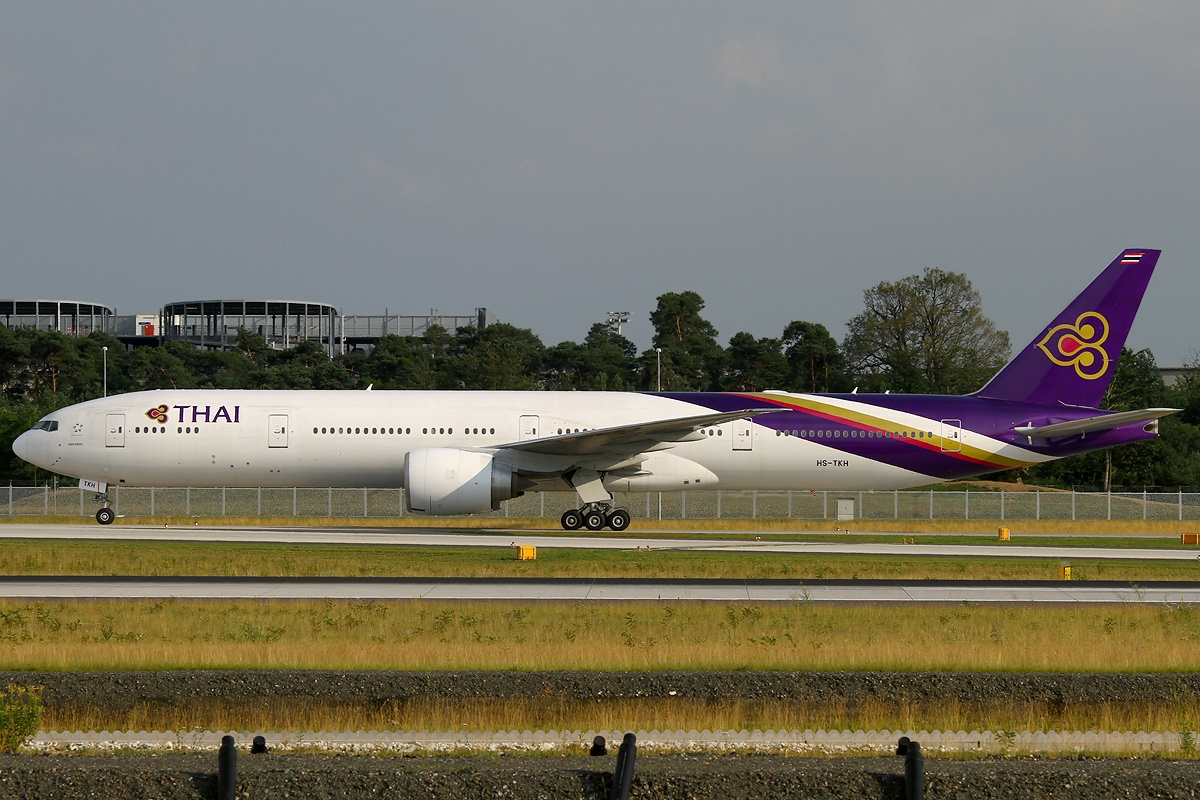
波音777-300ER

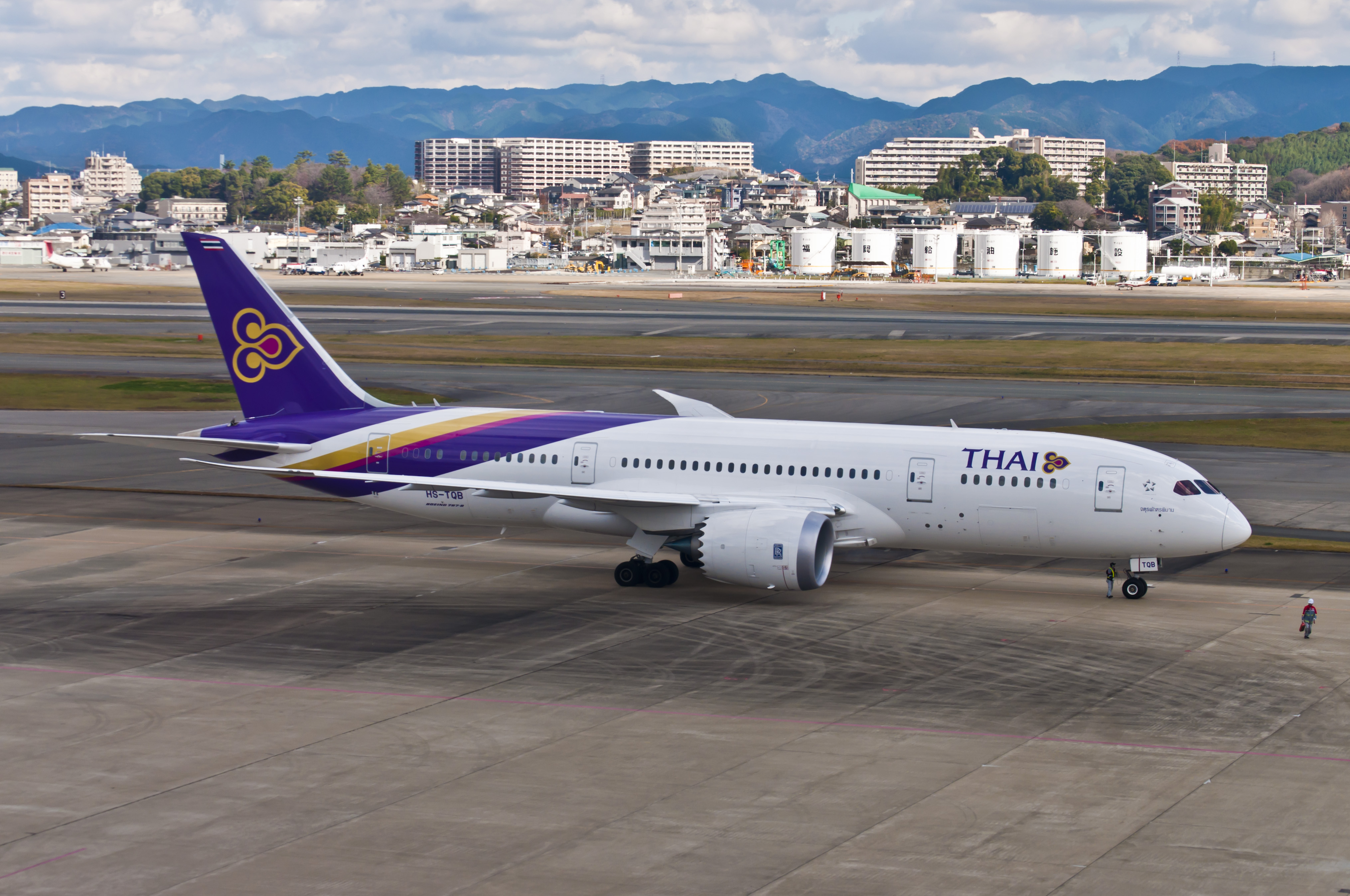
波音787-8

截至2024年1月，泰国国际航空擁有以下飛機：
特別塗裝（已全部退役）

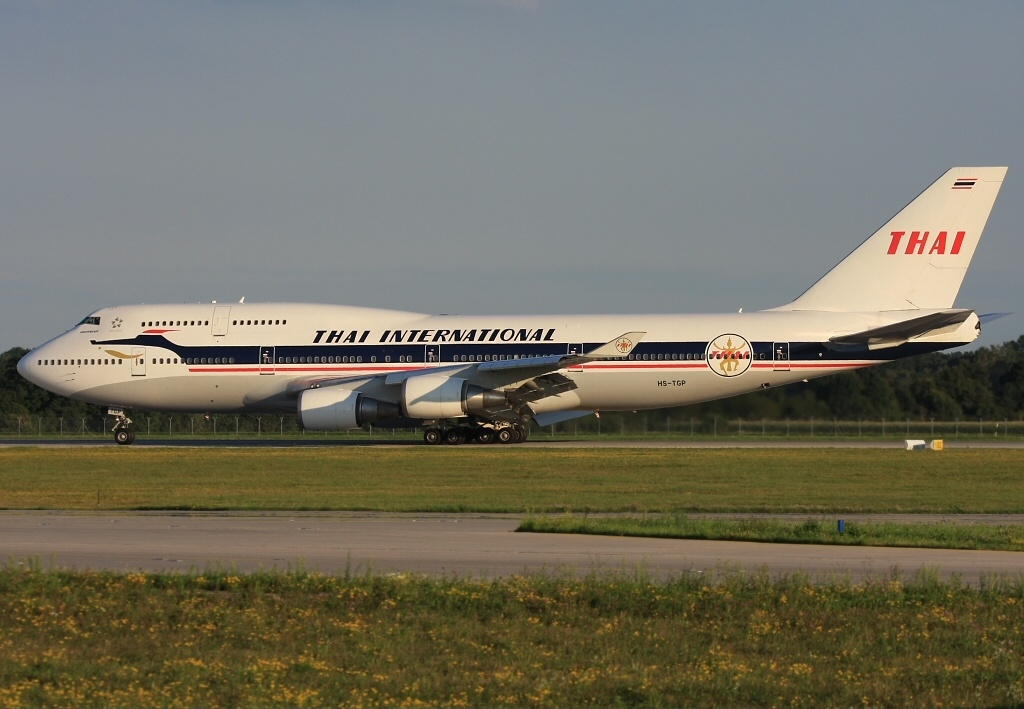
披上50周年復古塗裝的波音747-400（該塗裝是泰航1960年代與北歐航空合股經營期間使用）
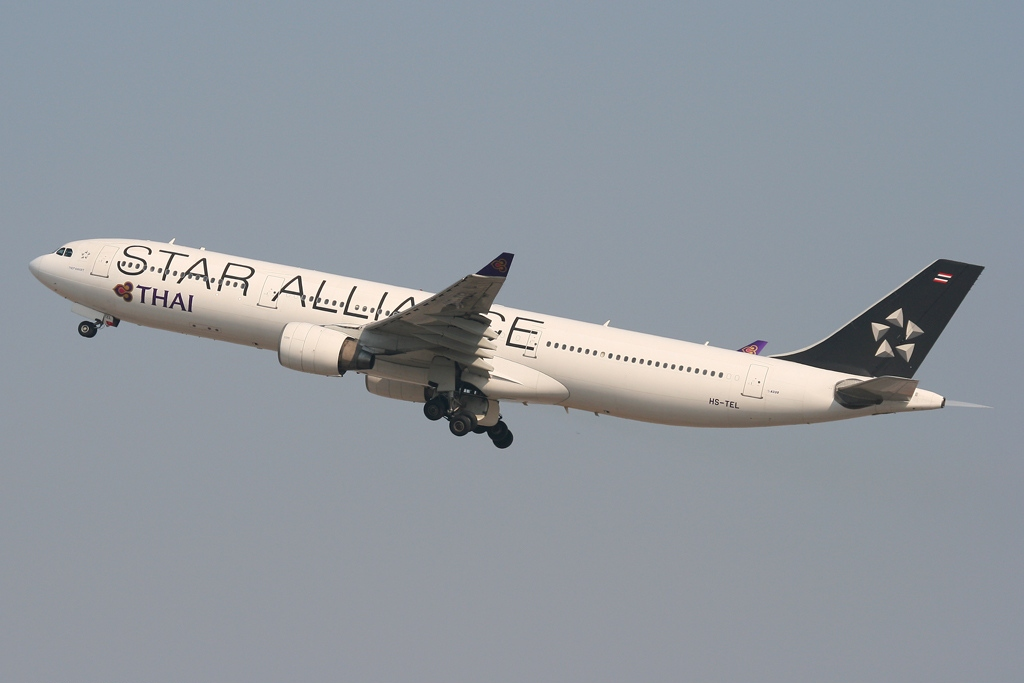
披上星空聯盟塗裝的空中巴士A330-300
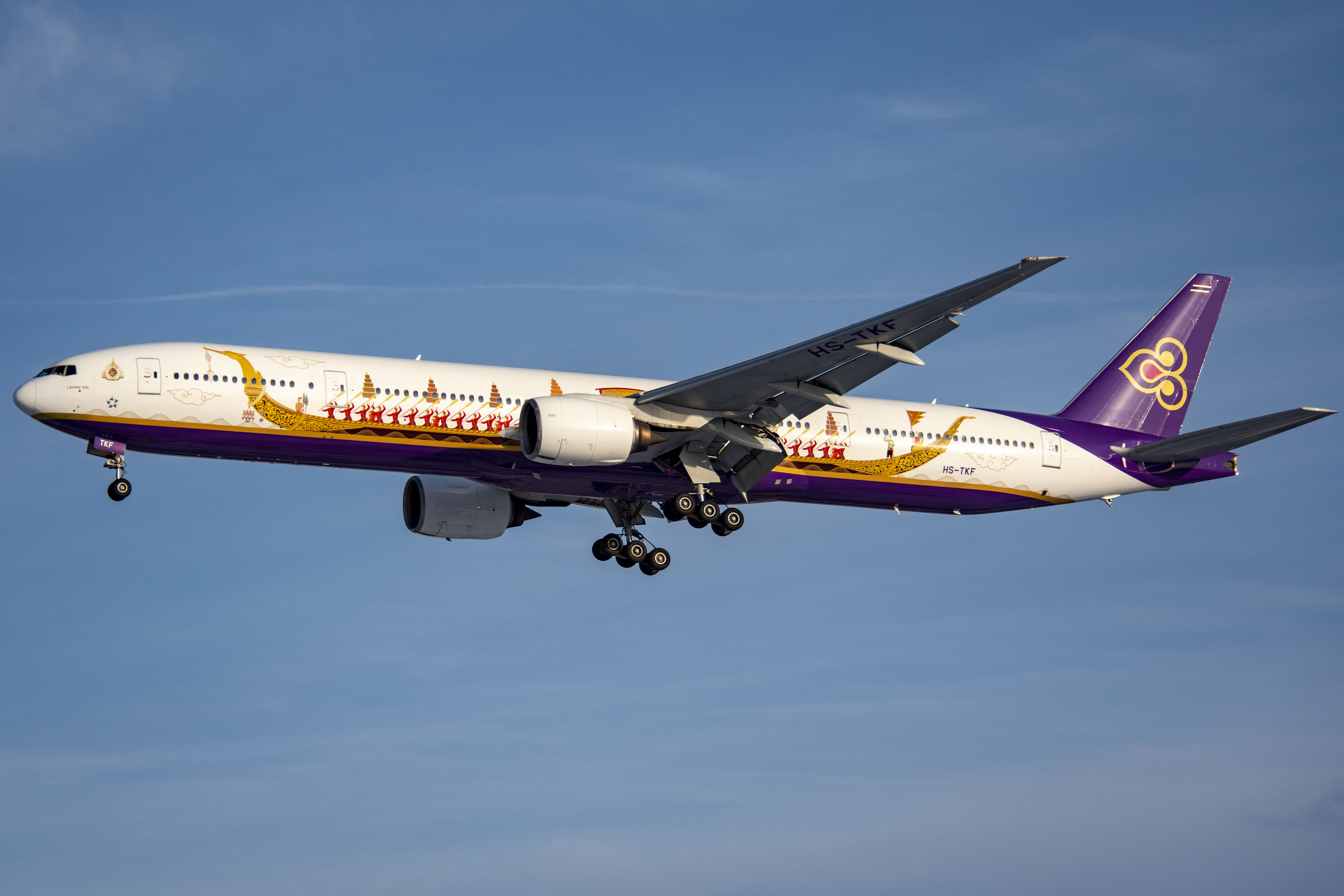
披上龍船（Royal Barge Suphannahong）塗裝的波音777-300

## 獎項

### Skytrax評估
- 2007年：四星級航空公司
- 2011年：全球最佳航空公司 第5名
- 2013年：全球最佳航空公司 第15名
- 2014年：全球最佳航空公司 第14名
- 2015年：全球最佳航空公司 第19名
- 2016年：全球最佳航空公司 第13名
- 2018年：全球最佳航空公司 第10名
- 2019年：全球最佳航空公司 第10名

## 子公司
- 泰國微笑航空（Thai Smile）(已併入泰國國際航空)
- 皇雀航空（Nok Air）

## 飛行事故
- 1967年6月30日，泰國國際航空601號班機，一架卡拉維爾客機（註冊編號HS-TGI）在颱風中降落香港啟德機場，但未接觸跑道即墜海，機上80人中有24人死亡。[來源請求]
- 1967年12月25日，泰國國際航空的一架道格拉斯DC-3（註冊編號HS-TDH）在清邁國際機場墜毀，機上31人中有4人死亡。[13]
- 1973年5月10日，一架道格拉斯DC-8-33（註冊編號HS-TGU）在加德滿都特里布萬國際機場降落時衝出跑道，1人死亡。[14]
- 1980年4月27日，泰國航空231號班機，一架霍克薛利HS748（註冊編號HS-THB）在廊曼國際機場墜毀，機上53人中44人遇難。[來源請求]
- 1986年10月26日，泰國國際航空620號班機，一架空中巴士A300-600（註冊編號HS-TAE），在日本高知縣土佐清水市上空發生手榴彈爆炸，最後緊急降落在大阪國際機場，無人死亡。[15]
- 1990年11月10日，泰國國際航空306號班機，一架空中巴士A300-600在由仰光飛往曼谷途中被劫持到加爾各答。[16]
- 1992年7月31日，泰國國際航空311號班機，一架空中巴士A310-300（註冊編號HS-TID）在加德滿都特里布萬國際機場準備降落時撞山墜毀，機上113人全部遇難。[17]
- 1998年12月11日，泰國國際航空261號班機，一架空中巴士A310-200（註冊編號HS-TIA），執行泰國國內線由曼谷飛往素叻他尼。在大雨中試圖降落素叻他尼機場時墜毀，機上143人中有102人遇難。[18]
- 2001年3月3日，泰國國際航空114號班機，一架波音737-400（註冊編號HS-TDC）準備由曼谷飛往清邁，在廊曼機場發生爆炸，1名機組人員被炸死。該事件後來被認定為針對時任泰國總理塔辛的暗殺行動。[19]
- 2006年11月16日，泰國國際航空659號班機，一架波音777-300（註冊編號HS-TKF）在韓國濟州島上空與遠東航空306號班機一架波音757-200（註冊編號B-27015）發生空中接近事故，所幸兩機及時避讓，但導致遠東航空班機上20人受傷。[來源請求]
- 2018年10月8日，泰國國際航空679號班機，一架波音747-400（註冊編號HS-TGF）執行由廣州飛往曼谷，在降落曼谷素萬那普機場時衝出跑道，飛機損毀，機上人員全部逃生。[20]
- 2023年6月10日，泰國國際航空683號班機，執行由東京羽田飛往曼谷，在羽田機場滑行時與長榮BR189飛往台北松山班機擦撞。[21]

## 外部連結
- 官方网站
- 维基共享资源上的相關多媒體資源：泰國國際航空